# Нитинка

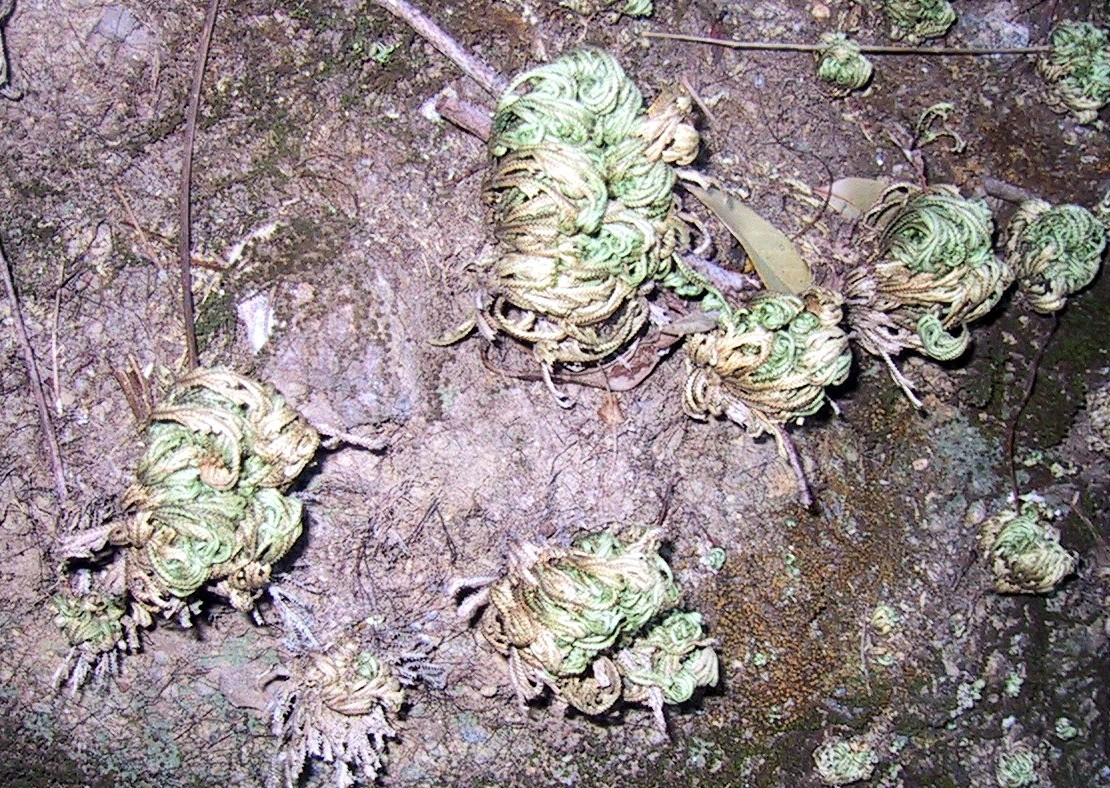
Selaginella tamariscina

Нитинка, плаунок (Selaginella) — рід плауноподібних рослин, єдиний у родині нитинкових (Selaginellaceae).

## Опис
Здебільшого ніжні трав'янисті рослини зі сланкими або висхідними, рідше прямостоячими, дихотомічно розгалуженими стеблами і дрібними зеленими листками. Листки у них дрібні, одножилкові, цілокраї або дрібнозубчасті, однакові або диморфні, розташовані спірально або в чотири ряди. Біля основи листкової пластинки є дрібна лусочка, яка називається язичком. У ґрунті рослина утримується дихотомічно розгалуженими коренями, які часто розвиваються на закінченнях ризофорів. Мікро- та мегаспори у нього розвиваються на одній рослині. Гаметофіти утворюються одностатеві.

## Розмноження
При проростанні спор утворюється два типи заростків (гаметофітів) — чоловічі з мікроспор та жіночі з мегаспор. Шляхом поділу мікроспора дає дві клітини — проталіальну (ризоїдальну) та антеридіальну. Остання утворює антеридій, де розвиваються численні сперматозоїди. Жіночий зародок, який розвивається з мегаспори, як і чоловічий, не виходить з оболонки спори, але на відміну від чоловічого він багатоклітинний, стає зеленим, здатним до фотосинтезу, утворює ризоїди, що прикріплюють його до ґрунту. Архегонії занурені у тканину гаметофіта. Запліднення відбувається у вологому середовищі. Із зиготи розвивається підвісок та зародок, що має листочки, ніжку, стебло, корінь. У деяких видів плаунків розвиток жіночого заростка і заплідення відбуваються на материнській рослині у мегаспорангіях, у інших порослі мікроспори переносяться вітром до жіночого гаметофіта.

## Класифікація
У роді 750 видів, поширених по всьому світі, але найбільше у тропіках.
Перелік деяких видів:
- Selaginella apoda
- Selaginella asprella
- Selaginella bifida
- Selaginella biformis
- Selaginella bigelovii
- Selaginella braunii
- Selaginella bryopteris
- Selaginella canaliculata
- Selaginella carinata
- Selaginella cinerascens
- Selaginella densa
- Selaginella eclipes
- Selaginella kraussiana
- Selaginella lepidophylla — Плаунок воскресаючий
- Selaginella moellendorffii
- Selaginella oregana
- Selaginella poulteri
- Selaginella pulcherrima
- Selaginella rupestris
- Selaginella selaginoides
- Selaginella sellowii
- Selaginella serpens
- Selaginella umbrosa
- Selaginella uncinata
- Selaginella wallacei
- Selaginella watsonii
- Selaginella willdenovii

В Україні росте два види, що зустрічаються дуже рідко в Карпатах і внесені у Червону книгу України:
- Плаунок плауноподібний (Selaginella selaginoides)
- Плаунок швейцарський (Selaginella helvetica)

## Значення
При великій кількості видів у роді лише деякі використовуються людиною. Стебла кількох видів застосовуються у народній медицині, тропічні види вирощують як красиві оранжерейні рослини. Деякі з них потребують суворої охорони як рідкісні рослини.